# Anaxagorea javanica
Anaxagorea javanica är en kirimojaväxtart som beskrevs av Carl Ludwig von Blume. Anaxagorea javanica ingår i släktet Anaxagorea och familjen kirimojaväxter.

## Underarter
Arten delas in i följande underarter:
- A. j. dipetala
- A. j. javanica
- A. j. tripetala